# 劉用世
刘用世，元朝将领。
刘用世祖先本辽东人。父亲刘福，因移相哥驱户，在淄州为官，为淄州（治今山东省淄博市淄川区）人。刘福去世，刘用世袭父职，权行军千户。参与击破南宋武矶堡，据其木栅四重决壕灌水，又以云梯登城，多有斩获。至元十一年（1274年），参与丁家洲之战，夺其战舰。以前后战功，进升为武略将军。至元十五年（1278年），跟随李恒入广州，在阎部口击败南宋王侍郎，在海珠口击败凌制置。至元十六年（1279年），参与崖山之战，擒获宋朝副统制祝永昌、副将孟德凯。加武德将军，赐金符，改镇龙兴。去世。其子劉世恩、劉世英。